# 国際バブルアーティスト協会
国際バブルアーティスト協会（こくさいバブルアーティストきょうかい）は、2020年に設立された、シャボン玉に関連するパフォーマー、研究者、愛好家の団体。シャボン玉を使ったパフォーマンスを専門とするプロのアーティストや、シャボン玉研究を専門とする研究者およびアマチュアの愛好家が所属している。
英語表記は Association of International Bubble Artistes（AOIBA）。
初代会長はトム・ノディ。
2023年4月現在、会長（第2代）はスターリング・ジョンソンで、加入者数はアメリカやヨーロッパを中心に100人前後となっている。